# American Made (luta profissional)
American Made é um grupo vilão de luta livre profissional composto pelo líder Chad Gable, The Creed Brothers (Julius Creed e Brutus Creed) e Ivy Nile. Todos trabalham atualmente para a WWE, onde atuam no plantel do Raw. O grupo é um sucessor da antiga dupla de Gable, American Alpha, e de seu antigo grupo, Alpha Academy.

## História
No episódio de 17 de junho de 2024 do Raw, após Gable ser abandonado pelos seus companheiros da Alpha Academy, Otis, Akira Tozawa e Maxxine Dupri, depois de semanas de abuso por parte de Gable, ele foi atacado pelo estreante Wyatt Sicks no final da transmissão. Nas semanas seguintes, Gable tentou se reconciliar com a Alpha Academy, mas foi rejeitado. Nesse período, os The Creed Brothers (Julius e Brutus Creed) e Ivy Nile demonstraram simpatia pela situação de Gable com os Wyatt Sicks. No episódio de 15 de julho do Raw, Gable desafiou Bo Dallas, o líder dos Wyatt Sicks, para uma confrontação no ringue, mas tudo não passou de uma armadilha, pois os Creed Brothers atacaram Dallas antes de serem repelidos pelos outros membros dos Wyatt Sicks, virando vilões pela primeira vez desde 2022 e consolidando sua aliança com Gable. No episódio de 5 de agosto do Raw, o grupo foi oficialmente nomeado American Made e enfrentou Erick Rowan, Dexter Lumis e Joe Gacy, membros dos Wyatt Sicks, em uma luta de trios, mas não conseguiram vencer. No episódio de 12 de agosto do Raw, os Creed Brothers enfrentaram Otis e Tozawa (acompanhados de Dupri) em uma luta de duplas Texas Tornado. Durante os momentos finais da luta, Ivy Nile se juntou oficialmente ao grupo após atacar Dupri. O ataque distraiu Otis e Tozawa, fazendo com que perdessem a luta. Como resultado, Nile se virou vilã pela primeira vez desde 2022 e se reuniu com os Creed Brothers, solidificando sua posição no grupo American Made.
No episódio de 13 de janeiro de 2025 do Raw, Gable perdeu para o estreante Penta e entrou em um período de pausa, buscando resolver seu "problema com luchadores". No episódio de 3 de março de 2025 do Raw, Ivy Nile enfrentou a campeã intercontinental feminina, Lyra Valkyria, e os Creed Brothers enfrentaram os campeões mundiais de duplas, The War Raiders (Erik e Ivar), em suas respectivas lutas pelo título para trazer ouro para o grupo, enquanto Gable estava ausente. No entanto, todos falharam em conquistar os títulos. Gable retornou no episódio de 10 de março de 2025 do Raw, ajudando The New Day (Kofi Kingston e Xavier Woods) a derrotar Latino World Order (Rey Mysterio e Dragon Lee) em uma luta de duplas Tornado, aparentemente como um luchador mascarado, dando início a um novo capítulo para o American Made.

## Membros

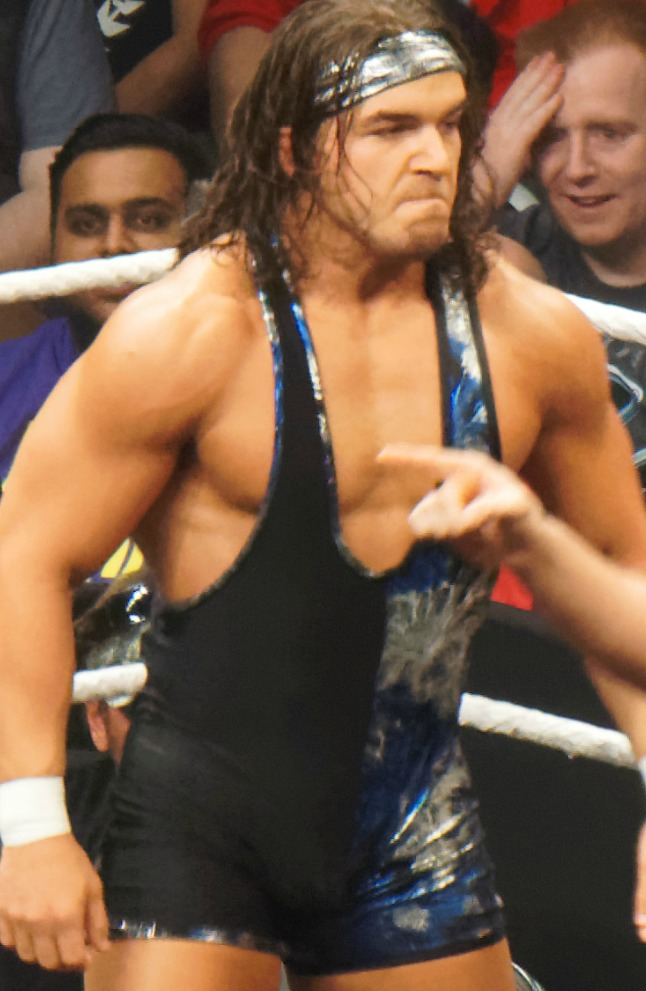
Chad Gable
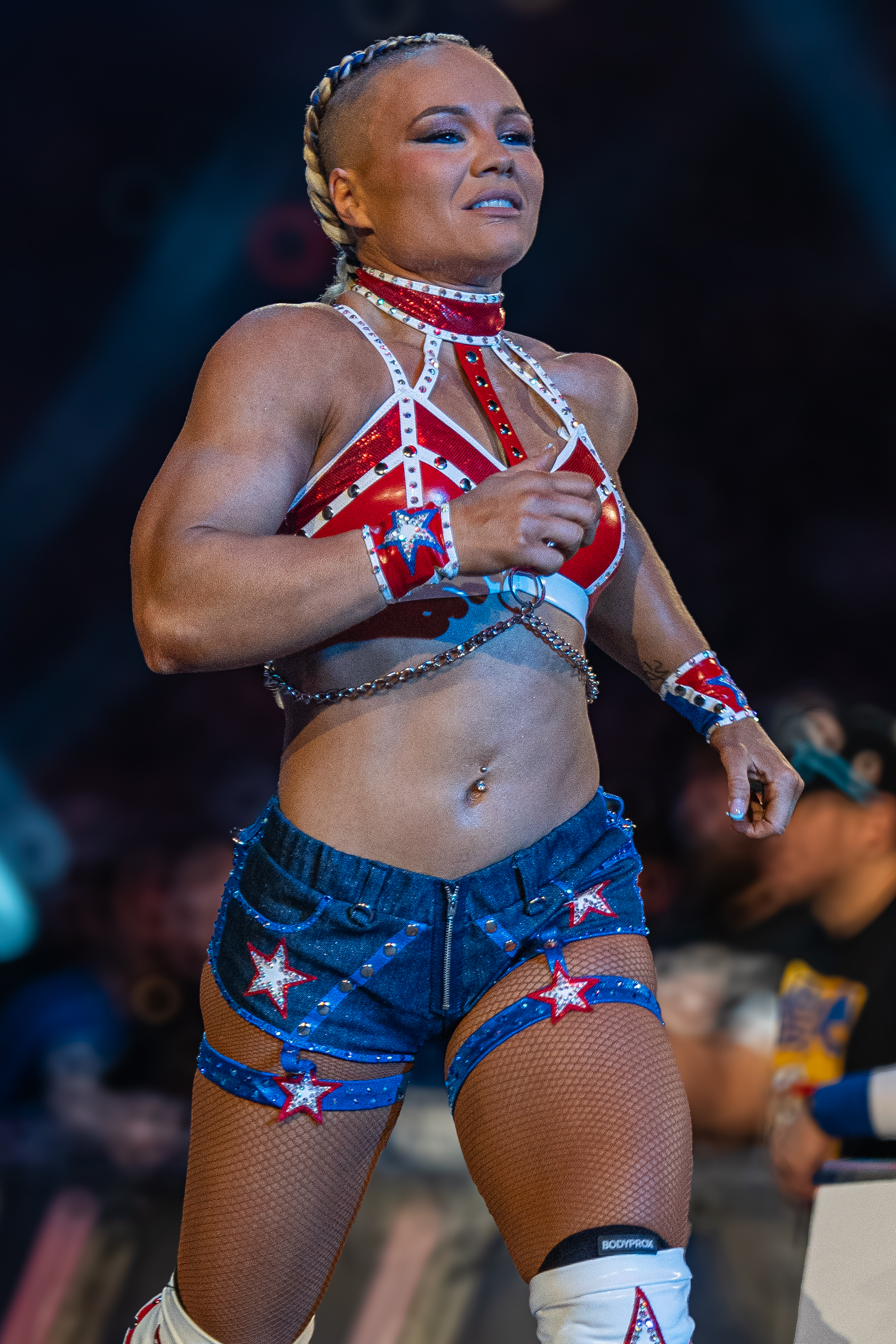
Ivy Nile

| * | Membros fundadores |
| L | Líder              |

### Atuais
| Membros        | Entrada               |
| -------------- | --------------------- |
| Chad Gable (L) | 15 de julho de 2024 * |
| Julius Creed   | 15 de julho de 2024 * |
| Brutus Creed   | 15 de julho de 2024 * |
| Ivy Nile       | 12 de agosto de 2024  |

## Subgrupos

### Atuais
| Afiliados      | Membros                   | Perído        | Tipo  |
| -------------- | ------------------------- | ------------- | ----- |
| Creed Brothers | Julius Creed Brutus Creed | 2024–presente | Dupla |

## Títulos e prêmios
- WWE
  - Campeonato Speed da WWE (1 vez, atual) - El Grande Americano
  - Torneio para determinar o desafiante #1 pelo Campeonato Speed da WWE  (2025) - Chad Gable
  - Torneio para determinar o desafiante #1 pelo Campeonato Speed da WWE  (2025) - El Grande Americano